# Maggiore Charles
Il maggiore Charles è un personaggio della serie televisiva statunitense Jarod il camaleonte (The Pretender in originale), interpretato da George Lazenby. È il padre del protagonista Jarod e compare a partire dalla terza stagione.

## Personaggio

### Aspetto
Il maggiore Charles è un uomo anziano ma ancora imponente, coi capelli brizzolati e uno sguardo tagliente. Tuttavia ha dei tratti molto rassicuranti ed un'espressione principalmente pacifica seppur capace di trasmettere anche forti emozioni drammatiche, cosa che si evince molto nel momento in cui il personaggio guarda i nastri di suo figlio Jarod durante le sue durissime simulazioni nel Centro.
Per lo più indossa jeans o pantaloni chiari, scarponi e t-shirt aderenti sopra le quali sfoggia camicie rigorosamente chiuse o alla meglio dei giubbini di pelle, cosa che lo accomuna con Jarod e anche con altri personaggi della serie.

### Personalità
Il personaggio viene presentato come una persona sincera, dolce e affettuosa. È retto e ligio al dovere dotato di una grande forza interiore e soprattutto, come suo figlio Jarod, è un uomo che tende a fare del bene e ad aiutare il prossimo.
Nonostante i rischi e le brusche realtà della sua vita, egli tenta di mantenere integra la sua onestà e sfoggia un atteggiamento sempre positivo. Il suo unico scopo è quello di salvare la sua famiglia dal Centro. Pur di riuscire nel suo intento, Charles è stato più volte costretto a rischiare la vita, ma è sempre riuscito a cavarsela anche nelle situazioni peggiori. Inoltre, Charles appare principalmente come una persona drammatica, aspetto emotivo provocato dal rapimento dei figli e, in seguito, dalla morte del figlio Kyle, perdita di cui l'uomo sembra soffrire molto.
Charles si dispiace molto di non aver protetto i suoi figli dal Centro, cosa che si evince molto dal suo comportamento. Per rimediare ai suoi errori farà tutto quello che è in suo possesso per liberare i figli, arrivando anche a correre moltissimi pericoli.

## Biografia del personaggio

### Antefatti
Charles è un maggiore dell'Aeronautica Militare, marito di Margaret e padre di Jarod e Kyle. La famiglia viveva in una fattoria chiamata The Dragon House, il cui proprietario era Harriet Tashman, una vecchia amica di Catherine Parker. Quando Jarod e Kyle vennero rapiti dal Centro, Charles e Margharet tentarono di liberare i loro figli arrivando anche ad ingaggiare un investigatore privato di nome Sonny Hebert, ma le ricerche si rivelarono inutili.  Dopo la scomparsa dei loro figli, Charles e Margaret ebbero una figlia: Emily.
Successivamente Charles continuerà a provare a salvare i suoi figli dal Centro, non riuscendoci neppure con l'aiuto di Catherine Parker, con cui stava collaborando per far fuggire i bambini catturati dal Centro, in particolare Jarod e Miss Parker. Tuttavia, durante il tentativo di fuga, il signor Raines sparò a Charles e credendolo morto gli rubò la pistola con cui poi uccise Catherine. Charles non seppe è che Catherine venne fecondata con il suo seme e partorì Ethan, un bambino che presentava sia il "senso interiore" e sia le capacità speciali da simulatore.

### Nella serie
Alla fine della terza stagione Jarod riesce a scoprire che probabilmente suo padre si trova in una base segreta al circolo polare artico. Successivamente i due si ritroveranno per caso a Donoterase dove scopriranno che il Centro, nella persona del signor Raines, ha clonato Jarod ed è deciso ad utilizzarlo per i suoi loschi scopi. Jarod e il maggiore Charles si precipitano in aiuto del clone, riuscendo nell'impresa con molta fatica. Tuttavia, durante la fuga, il maggiore Charles viene catturato da Miss Parker e dalla sua squadra. La donna era entrata in possesso della pistola con cui sua madre Catherine venne uccisa, scoprendo poi che l'arma in questione apparteneva al maggiore Charles. Charles tuttavia nega di essere stato lui l'assassino di Catherine e rivela a Miss Parker che a prendergli la pistola fu il signor Raines.
Successivamente il maggiore Charles riesce a fuggire dalle grinfie del Centro, grazie all'aiuto di Jarod che scambia suo padre per Mr. Parker. Tuttavia nel corso dello scambio, il signor Raines e gli altri membri del Centro attaccano Jarod nel tentativo di catturarlo. Jarod quindi ordina al padre di partire con il clone a bordo di un elicottero, mentre lui rimane con Miss Parker, gravemente ferita da un colpo di pistola. Nonostante inizialmente sia contrario all'idea di dover lasciare ancora suo figlio, il maggiore Charles decide di fuggire, portando con sé il clone.
Nella quarta stagione il maggiore Charles ricompare avvertendo suo figlio Jarod su dove si trovi la sorella Emily. Contemporaneamente conoscerà Ethan e scoprirà che quest'ultimo è suo figlio.

## Abilità
Il maggiore Charles possiede le capacità di "simulatore". Jarod e Kyle hanno ottenuto questa capacità e per questo sono stati catturati dal Centro. Oltretutto Charles è in grado di utilizzare qualsiasi tipo di arma da fuoco, dimostrando una mira infallibile. Inoltre Charles è dotato di una grande intelligenza tattica e strategica ed ha anche una notevole competenza di autodifesa.
Presumibilmente è anche un esperto dell'Aeronautica Militare, cosa che si evince dai suoi lunghi anni di servizio.